# Пасерби
Пасерби (пол. Pasierby) — село в Польщі, у гміні Пемпово Гостинського повіту Великопольського воєводства.
Населення — 308 осіб (2011).
У 1975-1998 роках село належало до Лешненського воєводства.

## Демографія
Демографічна структура станом на 31 березня 2011 року:
|          | Загалом | Допрацездатний вік | Працездатний вік | Постпрацездатний вік |
| -------- | ------- | ------------------ | ---------------- | -------------------- |
| Чоловіки | 155     | 29                 | 110              | 16                   |
| Жінки    | 153     | 32                 | 87               | 34                   |
| Разом    | 308     | 61                 | 197              | 50                   |